# اکراس گردن‌نخودی
اکراس گردن‌نخودی (نام علمی: Theristicus caudatus) نام یک گونه از سرده نوک‌تیره‌ها است.